# 拉瓦利縣 (蒙大拿州)
拉瓦利縣（英語：Ravalli County）是美国蒙大拿州西南部的一個縣，西、南鄰爱达荷州，西為比特魯特嶺，東為藍寶石嶺，中為比特魯特谷，面積6,217平方公里。根据2020年美國人口普查，共有人口44,174人。治所哈密爾頓 (Hamilton)。
該縣成立於1893年2月16日，縣名紀念在1845年抵達比特魯特谷地的耶穌會士安東尼奧·拉瓦利神父。